# Anders Arrebo
Anders Christensen Arrebo (2. januar 1587 i Ærøskøbing – 12. marts 1637 i Vordingborg) Bliver kaldt "den danske kunstdigtnings fader", der tog den danske digtning væk fra folkedigtningens formelsprog og skabte et egentlig poetisk sprog.

## Liv
Arrebo fulgte i sin faders fodspor og læste teologi ved Københavns Universitet, og allerede som 21-årig blev han ansat ved slotsmenigheden i København. Hans digteriske ambitioner kom til udtryk i lejlighedsdigte til kongen. Han vandt på den måde hurtigt kongen Christian 4.s gunst og blev i en meget ung alder – 31 år – udnævnt som biskop af Trondheim i 1618. Denne stilling fik han ikke lov til at bestride i mange år, da han mistede embedet i 1622 pga. rygter om et skødeløst levned. I sommeren 1619 havde han deltaget i et bryllup, som havde varet i flere dage. Under festlighederne havde han deltaget i "jægerdansen", hvor parrene skiltes og, når det mødtes igen, omfavnede og kyssede hinanden. Værre var dog, at han en morgen i et fælles soverum for mænd og kvinder var blevet set kun halvt påklædt siddende på en seng i selskab med to kvinder. I 1621 havde han atter været til bryllup og havde her danset og sunget og endda drukket en skål til Sankt Benedikts minde, hvilket var upasseligt for en luteransk præst. I 1622 kom Christian 4. til Norge for at deltage i rettertinget i Bergen, hvor Arrebo stod anklaget. Retssagen skete med Christians personlige deltagelse og med norske biskopper og fem medlemmer af rigsrådet som dommere. Dommen faldt den 31. juli 1622 og lød på, at Arrebo ikke levede op til den norske kirkeordinans af 1607. Han blev dømt for "letfærdig sang at synge, unodelig dans at danse, Sankt Bents minde at drikke udi aftenlag og værtsskab, tromme at slå på til dans og sådanne rim at digte, som stor turbation medfulgte -- og det, som mere er, med at holde sig i enrum og på fordægtige steder til fremmede kvindespersoner og på sengen hos dennem, endogså ikke udi alle sine klæder -- hvilke fagter og gebærder allesammen ere imod den høviskhed og ærbarhed, som en superintendent og biskop bør at følge --."
Efter detroniseringen flyttede han til Malmø, og gav sig i kast med at oversætte Davids salmer fra Det Gamle Testamente. Udgivelsen blev en stor succes, så stor at den genetablerede hans renomme. Christian 4. sendte ham i 1625 et brev, der eftergav ham hans forseelser, og gav ham lov til at bestride et præsteembede igen. Og præst blev han igen i Vordingborg, en post han bestred til sin død i 1637.

## Værker
Hans forfatterskab kan inddeles i tre dele: Lejlighedsdigtningen, Davidssalmerne og Hexaëmeron, et posthumt udgivet værk om skabelsen på vers. 
Den sidste er en fordanskning af det franske digt La première Semaine (den første uge). Værket er imponerende, fordi det er skrevet uden andre værker på dansk på vers. Den er skrevet på heksametre og alexandrinere.
Arrebos digtning indleder Barokken, en periode der kulminerer med Kingos digtning. Det Arrebo præsterede var at indføre reglerne for vers på dansk. I folkeviserne og andre tidlige digtninger er versemålet ikke fast, men med Arrebo får Danmark faste versemål.
Udover de to hovedværker skrev han en mængde lejlighedsdigte til adelen og kongen, som var den måde tidens digtere ernærede sig på. Lejlighedsdigtning er meget kendetegnende for barokken.